# A dzsungel könyve (film, 1967)
A dzsungel könyve (eredeti cím: The Jungle Book) 1967-ben bemutatott amerikai rajzfilm, amelyet Wolfgang Reitherman rendezett. A forgatókönyvet Ken Anderson, Larry Clemmons, Vance Gerry és Ralph Wright írta, a zenéjét George Bruns, Robert B. Sherman és Richard M. Sherman szerezte. A Walt Disney Productions gyártásában készült, a Buena Vista Distribution forgalmazásában jelent meg. Műfaja zenés, kalandos filmvígjáték.
Amerikában 1967. október 18-án, Magyarországon 1979. május 24-én, felújított változattal 1988. szeptember 8-án és 1994. június 23-án mutatták be a mozikban.
A rajzfilm Rudyard Kipling azonos című 1894-es regénye alapján készült. Mindazonáltal jelentősen eltér az eredeti műtől, a film önmagában, sokkal inkább a fiatalabb korosztálynak szól, és csak igen vékonyan kapcsolódik Kipling regényéhez. A rajzfilm a stúdió 19. produkciója, és egyben az utolsó, aminek a munkálatait Walt Disney személyesen felügyelte, ugyanis ő nem sokkal a film elkészülte után hunyt el.

## Cselekmény
A történet Maugliról szól, akit kölyökkorában magára hagytak az indiai dzsungelben. Bagira, a bölcs párduc, egy kis kerek kosárban talál rá. Kezdetben Rama és Rakhsa farkaspár neveli őt saját kölykeikkel együtt, a farkasfalka pedig maga közé fogadja. Amikor Maugli felcseperedik, Bagira azt tanácsolja a falkának, hogy költözzön vissza sajátjai közé, az emberlakta faluba, főként azon nyomós októl indíttatva, hogy Sir Kán visszatért a dzsungelbe, aki köztudottan gyűlöli az embereket, mivel fél azoknak "piros virágától", azaz a tűztől. E döntéssel egyedül maga Maugli nem ért egyet, ezért inkább elmenekül a Bagirával falu felé tartó útjuk közben. Kalandjaiban vele tart újdonsült, szórakoztató barátja: Balu, a medve, akinek jelenléte és viselkedése gyakran a humor forrását képezi. Lépten-nyomon olyan alakok nehezítik Maugli útját, mint Lajcsi király, az orangután, Ká, a hipnotizőr óriáskígyó és Sír Kán, a tigris. Ez utóbbi kettő táplálékként tekint rá, az orangután pedig a tűz készítését akarja tőle megtudni, de hasztalan. A történet tetőpontja a Maugli és Sir Kán közti összecsapás, melyből szerencsésen Maugli kerül ki győztesen. Végül, ha kanyargós és megpróbáltatásokkal teli úton is, de megtalálja az utat az emberek közé: egy véletlenül meglátott kislány bája ösztökéli arra Mauglit, hogy otthagyja a dzsungelt.

## Szereplők
| Szereplő       | Eredeti hang      | Magyar hang                                                     | Leírás                                                                                 |
| -------------- | ----------------- | --------------------------------------------------------------- | -------------------------------------------------------------------------------------- |
| Maugli         | Bruce Reitherman  | Csellár Mihály                                                  | Egy emberkölyök.                                                                       |
| Balu           | Phil Harris       | Csákányi László                                                 | Egy jópofa medve a dzsungelben.                                                        |
| Bagira         | Sebastian Cabot   | Szabó Gyula                                                     | Egy bölcs fekete párduc a dzsungelben.                                                 |
| Sir Kán        | George Sanders    | Gelley Kornél                                                   | Egy gonosz tigris a dzsungelben, aki utálja az embereket a dzsungelben, főleg Mauglit. |
| Ká             | Sterling Holloway | Szombathy Gyula                                                 | Egy hipnotizőr óriáskígyó a dzsungelben, aki embereket eszik.                          |
| Lajcsi király  | Louis Prima       | Bodrogi Gyula                                                   | Egy orangután, a majmok királya, aki az ősi romokban él.                               |
| Háti ezredes   | J. Pat O’Malley   | Képessy József                                                  | Az elefántpapa, a csorda vezére.                                                       |
| Öreg keselyű   | J. Pat O’Malley   | Zenthe Ferenc                                                   | Az egyik pletykás keselyű.                                                             |
| Winifred       | Verna Felton      | Bakó Márta                                                      | Az elefántmama, Háti ezredes felesége.                                                 |
| Picur          | Clint Howard      | Pálok Sándor                                                    | Egy elefántkölyök, Háti ezredes fia.                                                   |
| Szőke keselyű  | Chad Stuart       | Gyabronka József                                                | A három pletykás keselyű.                                                              |
| Barna keselyű  | Digby Wolfe       | Márton András                                                   | A három pletykás keselyű.                                                              |
| Fekete keselyű | Lord Tim Hudson   | Verebély Iván                                                   | A három pletykás keselyű.                                                              |
| Shanti         | Darleen Carr      | Kútvölgyi Erzsébet                                              | Egy kislány az emberek falujából.                                                      |
| Akela          | John Abbott       | Kristóf Tibor                                                   | A farkasok vezére.                                                                     |
| Rama           | Ben Wright        | Horváth Pál                                                     | A farkasapó, Raksha férje.                                                             |
| Majmok         | Leo De Lyon       | Balázs Péter Józsa Imre Kern András Suka Sándor Szatmári István | Lajcsi király majmai.                                                                  |
| Elefántok      | Hal Smith         | Láng József Szabó Ottó Tyll Attila Zách János                   | Közlegény elefántok, Háti ezrede.                                                      |

A rajzfilm magyar változata 1979-ben készült a Pannónia Filmstúdió szinkrontermében a MOKÉP forgalmazásával.

## Betétdalok
| Magyar                    | Magyar                                                                                  | Angol                         | Angol                                                                             |
| Dal                       | Előadó                                                                                  | Dal                           | Előadó                                                                            |
| ------------------------- | --------------------------------------------------------------------------------------- | ----------------------------- | --------------------------------------------------------------------------------- |
| Menetinduló               | Képessy József Láng József Surányi Imre Szabó Ottó Tyll Attila Bergendy-együttes        | Colonel Hathi's March         | J. Pat O’Malley Chorus                                                            |
| Egy-két jó falat          | Csákányi László                                                                         | The Bare Necessities          | Phil Harris                                                                       |
| Lajcsi dala               | Bodrogi Gyula Csákányi László                                                           | I Wanna Be Like You           | Louis Prima Phil Harris                                                           |
| Bízz bennem               | Szombathy Gyula                                                                         | Trust in Me                   | Sterling Holloway                                                                 |
| Mindig kell egy jóbarát   | Zenthe Ferenc Gyabronka József Márton András Verebély Iván Csellár Mihály Gelley Kornél | That's What Friends are For   | J. Pat O’Malley Chad Stuart Lord Tim Hudson Leo De Lyon Bruce Reitherman Bill Lee |
| Otthonom                  | Kútvölgyi Erzsébet                                                                      | My Own Home                   | Darleen Carr                                                                      |
| Egy-két jó falat (finálé) | Csákányi László Szabó Gyula                                                             | The Bare Necessities (finale) | Phil Harris Sebastian Cabot                                                       |

## Televíziós megjelenések
- Disney Channel
- RTL Klub
- M2